# Pemphigus iskanderkuli
Pemphigus iskanderkuli är en insektsart. Pemphigus iskanderkuli ingår i släktet Pemphigus och familjen långrörsbladlöss. Inga underarter finns listade i Catalogue of Life.